# Соколац (Бијело Поље)
Соколац је насеље у општини Бијело Поље у Црној Гори. Према попису из 2003. било је 184 становника (према попису из 1991. било је 222 становника).

## Демографија
У насељу Соколац живи 151 пунолетни становник, а просечна старост становништва износи 42,0 година (39,8 код мушкараца и 44,4 код жена). У насељу има 51 домаћинство, а просечан број чланова по домаћинству је 3,61.
Становништво у овом насељу веома је хетерогено, а у последња три пописа, примећен је пад у броју становника.
|  |

| Демографија | Демографија | Демографија |
| Година      | Становника  | Становника  |
| ----------- | ----------- | ----------- |
|             |             |             |
|             |             |             |
|             |             |             |
|             |             |             |
| 1948.       | 354         |             |
| 1953.       | 359         |             |
| 1961.       | 421         |             |
| 1971.       | 423         |             |
| 1981.       | 304         |             |
| 1991.       | 222         | 221         |
| 2003.       | 200         | 184         |
|             |             |             |

| Етнички састав према попису из 2003.‍ | Етнички састав према попису из 2003.‍ | Етнички састав према попису из 2003.‍ | Етнички састав према попису из 2003.‍ | Етнички састав према попису из 2003.‍ |
| ------------------------------------ | ------------------------------------ | ------------------------------------ | ------------------------------------ | ------------------------------------ |
|                                      |                                      |                                      |                                      |                                      |
| Срби                                 | Срби                                 |                                      | 100                                  | 54,34%                               |
| Црногорци                            | Црногорци                            |                                      | 78                                   | 42,39%                               |
| непознато                            | непознато                            |                                      | 0                                    | 0,0%                                 |

| Година пописа     | 1948. | 1953. | 1961. | 1971. | 1981. | 1991. | 2003. |
| ----------------- | ----- | ----- | ----- | ----- | ----- | ----- | ----- |
| Број домаћинстава | 70    | 67    | 77    | 81    | 62    | 60    | 52    |

| Број чланова      | 1  | 2 | 3  | 4  | 5 | 6 | 7 | 8 | 9 | 10 и више | Просек |
| ----------------- | -- | - | -- | -- | - | - | - | - | - | --------- | ------ |
| Број домаћинстава | 51 | 6 | 14 | 10 | 5 | 7 | 5 | 1 | 2 | 0         | 1      |

| Пол    | Укупно | Неожењен/Неудата | Ожењен/Удата | Удовац/Удовица | Разведен/Разведена | Непознато |
| ------ | ------ | ---------------- | ------------ | -------------- | ------------------ | --------- |
| Мушки  | 84     | 38               | 40           | 5              | 0                  | 1         |
| Женски | 71     | 15               | 40           | 16             | 0                  | 0         |
| УКУПНО | 155    | 53               | 80           | 21             | 0                  | 1         |

| Пол    | Укупно                    | Пољопривреда, лов и шумарство | Рибарство                            | Вађење руде и камена | Прерађивачка индустрија       |
| ------ | ------------------------- | ----------------------------- | ------------------------------------ | -------------------- | ----------------------------- |
| Мушки  | 51                        | 38                            | 0                                    | 0                    | 1                             |
| Женски | 12                        | 7                             | 0                                    | 0                    | 0                             |
| УКУПНО | 63                        | 45                            | 0                                    | 0                    | 1                             |
| Пол    | Производња и снабдевање   | Грађевинарство                | Трговина                             | Хотели и ресторани   | Саобраћај, складиштење и везе |
| Мушки  | 0                         | 0                             | 0                                    | 0                    | 1                             |
| Женски | 0                         | 0                             | 0                                    | 1                    | 0                             |
| УКУПНО | 0                         | 0                             | 0                                    | 1                    | 1                             |
| Пол    | Финансијско посредовање   | Некретнине                    | Државна управа и одбрана             | Образовање           | Здравствени и социјални рад   |
| Мушки  | 0                         | 0                             | 6                                    | 2                    | 0                             |
| Женски | 0                         | 0                             | 0                                    | 2                    | 0                             |
| УКУПНО | 0                         | 0                             | 6                                    | 4                    | 0                             |
| Пол    | Остале услужне активности | Приватна домаћинства          | Екстериторијалне организације и тела | Непознато            | Непознато                     |
| Мушки  | 0                         | 0                             | 0                                    | 3                    | 3                             |
| Женски | 0                         | 0                             | 0                                    | 2                    | 2                             |
| УКУПНО | 0                         | 0                             | 0                                    | 5                    | 5                             |